# Cernîhivți, Zbaraj
Cernîhivți (în ucraineană Чернихівці) este o comună în raionul Zbaraj, regiunea Ternopil, Ucraina, formată numai din satul de reședință.

## Demografie
Componența lingvistică a comunei Cernîhivți
     Ucraineană (97,14%)
     Rusă (2,72%)
     Alte limbi (0,14%)
Conform recensământului din 2001, majoritatea populației comunei Cernîhivți era vorbitoare de ucraineană (97,14%), existând în minoritate și vorbitori de rusă (2,72%).